# 外伝
外伝（がいでん）は、伝記に対して、主となる部分や要点については不足するが、その補助となるような記録や注釈のこと。転じて、伝記に対して、その主要な部分以外の何れかに焦点を当てて書かれた記録や文書を指す。一般的には、主体となる伝記名を冠して「○○（伝記名）外伝」とされることが多い。
ここで言う「伝記」は「個人の事績の記録」（英：biography）だけではなく「記録や文書」（英：record, document）全般を指すため、そこに記された内容は史実だけに留まらず、伝説や神話、虚構（フィクション）作品なども含んだ非常に広範囲に亘るものである。それに伴い、「外伝」が扱われる範囲もまた同様に広い。
そのため、現代において外伝は、主となる作品に対して、その物語に直接影響しない裏話や逸話として派生した作品を指す言葉として広く使われている。
なお、主体となる伝記は、外伝に対して「本伝」と呼ばれ、その伝記がフィクションであることが明らかな場合は、特に「本編」あるいは「原作」とも呼ばれる。

## 概要
外伝という言葉の歴史は古く、古代中国において既に使われており、1世紀頃には、歴史書『国語』を指して『春秋外伝』（『春秋左氏伝』に対する外伝）とする例がある。日本には5世紀から6世紀頃に、『春秋左氏伝』を含む『五経』（儒教の基本経典）などと共に伝わったとされる。このことから、「外伝」は「伝記」と共に、記録方法が主として文書であった頃から使われている言葉であり、本来は文書に対して用いられる（文書以外に用いることが考慮されていない）言葉であることが分かる。しかし、新しい記録方法（音声の録音や映像の録画）の発明や普及に伴って、外伝を扱う分野や範囲も広がっていった。
第二次世界大戦後、漢字表記の堅苦しさを敬遠して、それらに代わる響きの良いカタカナ語が多数造られたが、大衆小説や映画、テレビドラマといった娯楽作品では、それまでなら「外伝」とされたであろう作品に「サイドストーリー」や「アナザーストーリー」などと銘打つようになった。逆に、SFやファンタジーのジャンルでは、そこで描かれる架空の戦記や伝説などに真実味を与える重厚なイメージが好まれるためか「外伝」と銘打たれる作品もいまだに多い。
外伝に記される内容は、本筋（全体としての事象の流れ）において本伝や本編と矛盾せず、整合性が保たれているのが一般的である。しかし、特にフィクションにおいては、「外伝」と名づけられてはいるものの、本編とは全く違う展開や結末を迎えるものがある。これらはいわゆる「パラレルワールド物」や「if（架空）物」と呼ばれるジャンルの作品である。さらに、登場人物や設定の一部だけを使用し、本編との整合性を考慮せずに制作された、事実上本編とは無関係な内容の作品も登場している。これは外伝に限らず、次節で述べる同義語などについても同様の事例が見られる。

## 同義語・類義語や関連語句
フィクションにおいては、外伝の同義語や類義語として用いられる語が多い。造語も多く、定義や用法が明確でない場合もあり、実際には交錯して使われている。現実的には、これらは全て外伝の一種であるとされることが多い。以下に主なものとその意味や一般的な内容の傾向などを記す。

### サイドストーリー
サイドストーリー（和製英語、side story）とは、「本編（主流）の傍らを流れる物語」といった意味合いであり、「フィクションにおける外伝」をカタカナ語化（擬似英語化、横文字化）した造語である。主に娯楽作品において、制作者が「外伝」という言葉の持つ堅苦しさを避けたい場合などによく使われる。
2007年現在、ほとんどの英和辞典に「side story」という項目は無く、和英辞典では「外伝」の訳語として「supplemental biography」や「episode」などを挙げており、多くの翻訳ソフトでは「side story」を「側の話」と直訳してしまう。しかし、比較的新しい一部の辞典やソフトでは、「外伝＝side story」としているものが徐々に見受けられるようになってきている。

### アナザーストーリー
アナザーストーリー（和製英語、another story）とは、「本編とは別の（部分を描いた）話」といった意味合いの造語であり、これもサイドストーリーと同様に外伝の代わりに使われるようになった言葉である。ただし、「another＝別の」という本来の英単語の意味のイメージが強いためか、本編とは違う展開や結末を迎える話（パラレルワールド物）である場合もある。
本来の英語における「another story」は「（それとこれとは）別の話、別問題」といった意味合いで使われる。そのため、「side story」のようには「外伝を意味する語」として英語圏に定着していない。なおanotherは不定冠詞anをふくむので、原則としてあとには複数名詞をおくことができない。したがってanother storiesは誤り(other storiesが正しい）。ただしanother + [three days]「さらに3日」のようにanotherと名詞（時間や距離などの量を表すもの）の間に数詞がはいる場合は複数名詞を用いることができる。

### 番外編
「番外」と「編」を組み合わせた複合語である。番外とは「番組外」の略であり、ここでいう番組とは、本来「（演劇などの）演目や予定」を指す。また、編とは、ここでは「物語の一編」という意味で使われている。つまり番外編とは、物語（本編）全体の流れに沿ってはいるがその展開や結末に直接関係しない話、という意味である。本編中では描かれていない部分（連続作品だと話と話の間など）で起こった出来事、裏話などが描かれることが一般的である。

### スピンオフ
本編の著作者や著作権者によって、本編と同じ世界や世界設定の上で、本編において脇役であった人物や物語の中心でなかった場所などに焦点を当てて、新しい作品が制作される（派生する）こと。
スピンオフも外伝の一種であるとされるが、ラジオドラマ番組の派生から使われ始めたこともあり、著作権上の問題をクリアしていることが特徴（「外伝」は著作権の概念が発生する前から使われている言葉）である。

### シェアード・ワールド
シェアード・ワールドには、既存の一作品の世界設定を著者の認を得て共有している場合がある。この場合、後に創作された作品群は、元になった作品の外伝であるとされることがある（例：『七都市物語』）。

### 続編・後日譚
英語ではシークエル（Sequel）と言う。
続編（ぞくへん）
既に決着している作品の続き。時間的に本編より後の出来事を描いたもので、多くの場合、本編の主人公（主要人物）と物語の中心となる事柄（場所や物、事件）のどちらか、または両方を引き継いでいる。外伝の一種であるが、実際に外伝と呼ばれることは少なく（特に主人公が同じ場合など）そのまま「続編」とされ、本編とあわせて「シリーズ物（続き物）」とされる。
後日譚（ごじつたん）、後日談（ごじつだん）、後伝（ごでん）
本編が一段落したその後（本編に対して時系列で）に聞いたり判った話（従って内容は本編の時系列で前の場合もある）。作品の位置づけというより、内容を示す言葉。本編の最後に「エピローグ」（epilog, epilogue）として描かれることが多い。本編とは別の作品として成立している場合は、内容としては後日譚だが通常は「続編」と呼ばれる。
後日譚を意味する言葉として「アフターストーリー」（和製英語）がある。なお、時折混同されるが、エピローグの語意は「結び、結末」であって、後日譚という意味ではない。描かれた内容が後日譚であっても、あくまでエピローグは本編の一部（結びの章）である。他には中国の古典文学作品（例えば『史記後伝』、『三国志後伝』）により、後伝という言葉も日本にてしばしば使われる。
「後日談」という言葉はフィクションのみならず、実際の事件などについて語る際にも用いられる。漢字の「談」は「しゃべる」、「譚」は「かたる」「ものがたり」と相異なる意味があり、「後日談」と「後日譚」は辞書などでは類語として扱われているが、ニュアンスが異なるとする意見もある。

### 前編・前日譚
英語ではプリクエル（Prequel）と言う。
前編（ぜんぺん）
本来は「2部以上で構成される作品の最初の一編」を指す（例：前編・中編・後編）。しかし、続編の対義語として使われる場合もある。その場合は、本編より後に制作された、時間的に本編より前の出来事を描いた作品を指し、多くの場合、本編の主人公（主要人物）と物語の中心となる事柄（場所や物、事件）のどちらか、または両方を本編に引き継ぐ形になっている。
前日譚（ぜんじつたん）
（本編での）事件が発生する前の時系列における出来事といった意味合いを指す。これも作品の位置づけというより、内容を示す言葉として後日譚の対義語として使用される場合がある。
こちらもまれに「プロローグ」（prolog、prologue）と混同されることがあるが、プロローグの語意は「序言、序幕」であって、前日譚という意味ではない。また、「後伝」に対義する言葉「前伝」は中国語圏にて広く使われているが、日本語ではあまり見かけられない。

### 異聞・異説
異聞（いぶん）・異説（いせつ）は、変わった話や珍しい話、通説とは異なる内容の話を指す言葉だが、外伝作品に冠せられることがある。「通説とは異なる内容の話」という本来の語意から、『○○異聞』と銘打たれた作品は本編とは異なる展開や結末を迎える話であることが多い。まれに同様に使われることがある言葉に「異本」がある。

### アニメオリジナルストーリー
アニメオリジナルストーリーとは、原作の小説やマンガ、ゲームなどを、テレビアニメや劇場用アニメなどにした際に追加された、原作にはないストーリーや設定、セリフ、シーン、キャラクターの総称。アニオリと略される。

## 本編の存在しない外伝
本来外伝とは、本伝（本編）があって初めて成立する（制作される）ものである。しかし、作品制作の様式が多様化した現代においては、「始めから本編の存在しない外伝」も創作されている。
例として、漫画『セクシーコマンドー外伝 すごいよ!!マサルさん』が挙げられる。『セクシーコマンドー』という作品は現実には存在せず、これは『-マサルさん』の作品内で設定された架空の格闘技の名称である。

## 著名な「外伝」

### 春秋外伝
『春秋外伝』（しゅんじゅうがいでん）は、中国の歴史書『国語』のこと。春秋時代についての歴史書に、儒教の五経の一つ『春秋』があるが、『国語』は『春秋』の注釈書『春秋左氏伝』と対になる書物とされるもので、後に書かれた『漢書』中で『春秋外伝』と呼ばれた。詳細は各記事を参照。

### 義士外伝
『義士外伝』（ぎしがいでん）は、『忠臣蔵』の「四十七士以外の人物」についての伝記や物語。義士とは義を重んじる人のことだが、この場合は赤穂義士（赤穂浪士）の略称。四十七士のそれぞれについての話は、『義士銘々伝』という。詳細は各記事を参照。